# العلاقات الفلسطينية اللوكسمبورغية

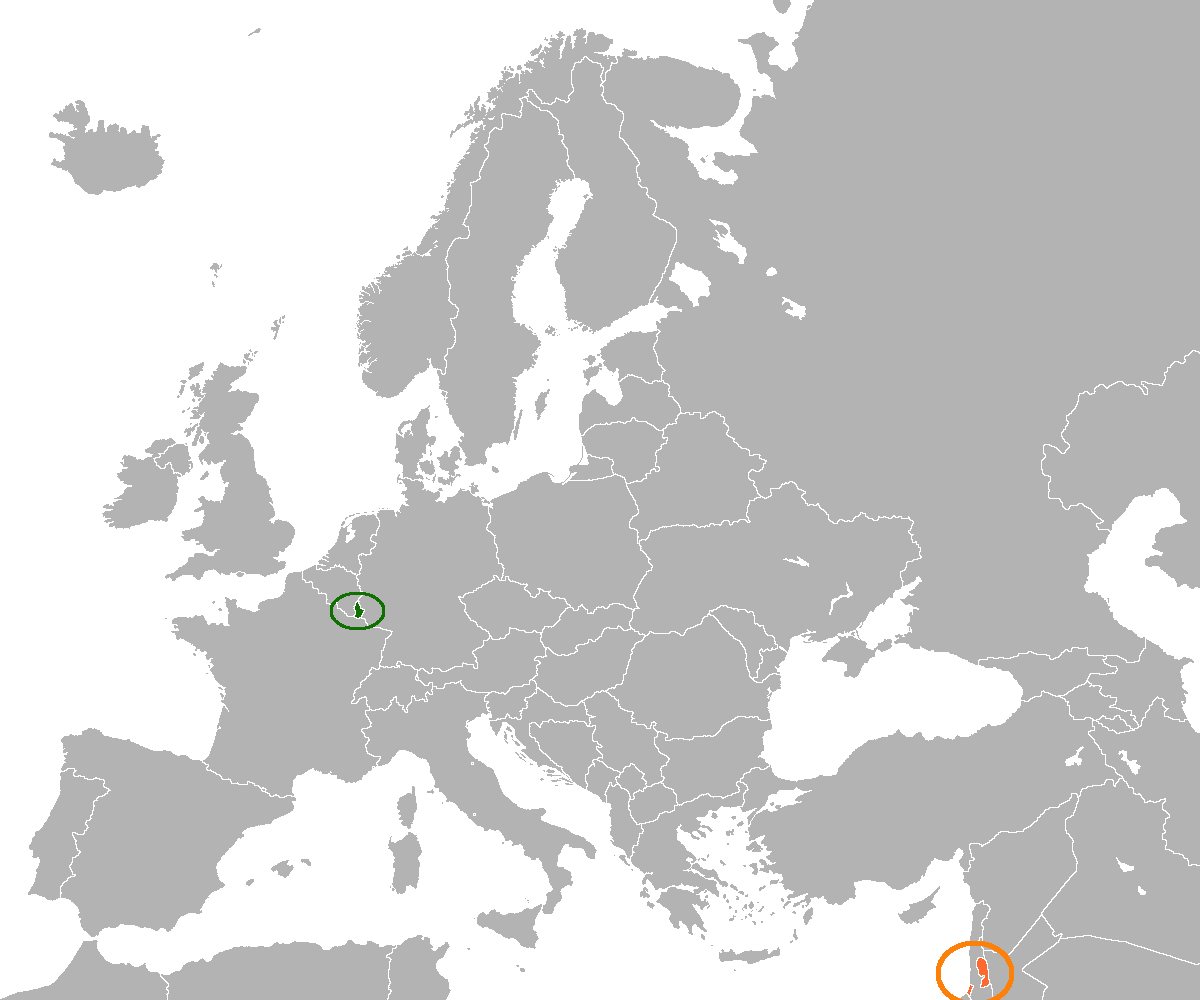

العلاقات بين فلسطين ولوكسمبورغ  هي العلاقات الثنائية بين دولة فلسطين ودوقية لوكسمبورغ الكبرى. العلاقات بين البلدين ودية للغاية.
زار الرئيس محمود عباس لوكسمبورغ في 15 فبراير 2015 والتقى مع الدوق الأكبر هنري وكبار المسؤولين. لوكسمبورغ تساهم في دعم الأونروا وتدين المستوطنات الإسرائيلية.
رغم أنها لم تعترف بعد بالدولة الفلسطينية، فقد صوتت في مناسبات عدة لصالح القرارات المتعلقة بالقضية الفلسطينية. بيد أن وزير الخارجية جان أسيلبورن أعلن اعتزامه الاعتراف بفلسطين بمجرد أن تتولى قوة أوروبية أكبر زمام المبادرة وحث الدول الأعضاء بالاتحاد الأوروبي على القيام بذلك. في يونيو 2020، دعت لوكسمبرغ إلى الاعتراف بفلسطين إذا ضمت إسرائيل أجزاء من الضفة الغربية.
في أغسطس 2020، انتقد وزير خارجية لوكسمبورغ اتفاق الإمارات العربية المتحدة وإسرائيل على تطبيع العلاقات، واصفاً ذلك بأنه تخلي عن الفلسطينيين من قبل الإمارات العربية المتحدة. وأضاف أن السلام في الشرق الأوسط لا يمكن أن يتحقق بدون حل الصراع الفلسطيني الإسرائيلي.